# ラ・セレスティーナ

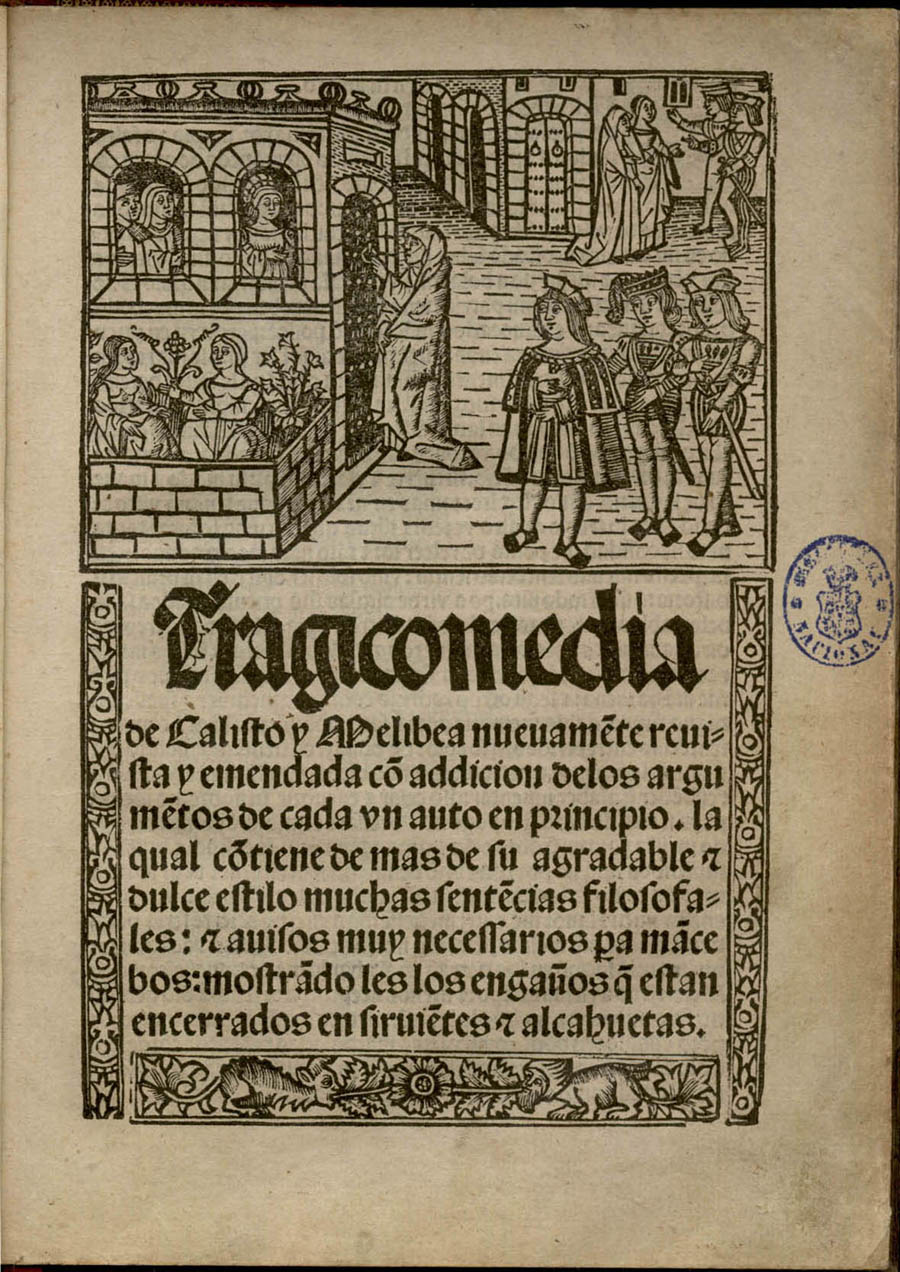
表紙

『ラ・セレスティーナ』（La Celestina）は、スペインの作家フェルナンド・デ・ロハス（Fernando de Rojas）による小説。原題は「カリストとメリベアの悲喜劇」（Tragicomedia de Calisto y Melibea）
登場人物の名であるラ・セレスティーナとして知られている。レーゼドラマ形式を用いて戯曲風に仕上げてある。1499年発刊。

## 日本語訳
- 『ラ・セレスティーナ』（杉浦勉訳、「スペイン中世・黄金世紀文学選集4」国書刊行会、1996年）
- 『ラ・セレスティーナ　カリストとメリベアの悲喜劇』（岩根圀和訳、アルファベータブックス、2015年）
- 『セレスティーナ　カリストとメリベーアの悲喜劇』（岡村一訳、水声社、2020年）